# Пловдивская область
Пло́вдивская о́бласть (болг. Област Пловдив) — область в Южно-Центральном регионе Болгарии.
Административный центр — город Пловдив.
Площадь территории, занимаемой областью, составляет 5972,89 км².

## Население
Население области на 2011 год — 683 027 человек.
| Этнические группы (2011) | Этнические группы (2011) | Этнические группы (2011) | Этнические группы (2011) | Этнические группы (2011) |
| Этническая группа        |                          |                          | Процент                  |                          |
| ------------------------ | ------------------------ | ------------------------ | ------------------------ | ------------------------ |
| Болгары                  |                          |                          | 87.1 %                   |                          |
| Турки                    |                          |                          | 6.5 %                    |                          |
| Цыгане                   |                          |                          | 4.9 %                    |                          |
| Другие                   |                          |                          | 1.5 %                    |                          |

В области кроме города Пловдив, в котором проживает 376 501 житель, есть ещё 17 городов — Асеновград (55 405 жителей), Баня (3626 жителей), Брезово (2002 жителя), Калофер (3274 жителей), Карлово (26 158 жителей), Клисура (1317 жителей), Кричим (9039 жителей), Куклен (6266 жителей), Лыки (2751 житель), Первомай (15 312 жителей), Перуштица (5354 жителя), Раковски (16 287 жителей), Сопот (10 011 жителей), Садово (2454 жителя), Стамболийски (12 333 жителя), Сыединение (6098 жителей), Хисаря (8013 жителей). Также на территории Пловдивской области расположены 197 сёл (см. сёла Пловдивской области).

## Административное деление

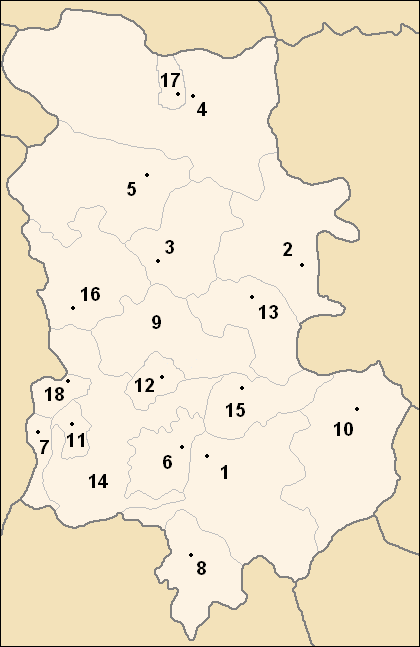
Общины Пловдивской области

Административно область делится на 18 общин:
1. Община Асеновград (69 032 человека[5]).
2. Община Брезово (8118 человек[5]).
3. Община Калояново (12 328 человек[5]).
4. Община Карлово (56 960 человек[5]).
5. Община Хисаря (13 828 человек[5]).
6. Община Куклен (6876 человек[5]).
7. Община Кричим (9026 человек[5]).
8. Община Лыки (3674 человека[5]).
9. Община Марица (30 506 человек[5]).
10. Община Первомай (29 666 человек[5]).
11. Община Перуштица (5342 человека[5]).
12. Община Пловдив (376 663 человека[5]).
13. Община Раковски (27 803 человека[5]).
14. Община Родопи (32 018 человек[5]).
15. Община Садово (15 145 человек[5]).
16. Община Сыединение (11 042 человека[5]).
17. Община Сопот (11 123 человека[5]).
18. Община Стамболийски (21 728 человек[5]).

## Достопримечательности
- Асенова крепость неподалёку от Асеновграда.